# Maués
Maués es un municipio brasileño del estado de Amazonas. Se localiza a una latitud de 03º23'01" sur y a una longitud de 57º43'07" oeste, estando a una altitud de 25 metros sobre el nivel del mar. Su población estimada en 2004 era de 44 552 habitantes. Se ubica en la microrregión de Parintins, mesorregión del Centro Amazonense. Fue creado en el año 1833.
Posee una superficie de 40 163 km².